# Luidia changi
Luidia changi är en sjöstjärneart som beskrevs av Liu, Liao och Li 2006. Luidia changi ingår i släktet Luidia och familjen sprödsjöstjärnor.
Artens utbredningsområde är Gula havet. Inga underarter finns listade i Catalogue of Life.